# 伊豆急行100系電車
伊豆急行100系は、伊豆急行が2019年まで保有していた電車。53両が製造された。
この項目では、100系の機器を流用する形で製造され、共通運用に使われた1000系についても解説する。

## 概要
1961年（昭和36年）12月10日の伊豆急行線開業用に導入された車両で、「第二の黒船」とも呼ばれた開業当初の盛況や伊豆半島の観光業の発展、その後の時代の変化に合わせ、一等車（グリーン車）や食堂車を始めとした多彩な車種が導入された。2002年4月27日をもって営業運転を終了したが、残存していた1両が2011年に現役復帰し、2019年まで臨時列車や団体列車に使用された。

### 導入までの経緯
第二次世界大戦前から1950年代までの伊豆半島の鉄道は熱海駅 - 伊東駅間の伊東線しか存在せず、特に下田を始めとする「奥伊豆」と呼ばれる地域は悪路をバスで進まなければならないほど陸路の便が非常に悪かった。そのため、多数の温泉を抱える一大観光地でありながらその観光資源を十分に活用できない状態にあった伊豆半島の住民にとって、伊豆に鉄道が通ることは長年の悲願であった。
1953年、東京急行電鉄（東急）は軽井沢、箱根に続き伊豆半島を観光地として大規模に開発する計画を立ち上げ、その一環として伊東駅から更に南へ路線を伸ばし下田へ至る新たな鉄道の建設を決定した。1956年に「伊東下田電気鉄道」として鉄道を運営する東急電鉄の子会社が設立され、同年に許可を得た後、1960年から工期2年という条件の下で突貫工事が始まった。
この路線に導入する車両について、当初は親会社である東急の中古車両の譲渡も検討されたが、観光地である伊豆へ向かう路線という事もあり新型電車を導入する事になった。またその際には前面に展望室を設置した、小田急ロマンスカーに類似した車両設計も考案されたが、国鉄への直通運転を念頭に置いた結果、最終的に当時伊東線で用いられていた70系・80系電車を基にした車体規格を有する電車を、同じく東急の子会社である東急車輛製造が製造する事となった。
そして、開業を控えた1961年に社名を現在のものに変更した「伊豆急行」が導入した最初の電車が100系である。

## 構造

### 車体
国鉄路線への乗り入れを前提にした事から車体全長は20 m級となり、車体の外板・床板・屋根は軽量化を図るため厚さ1.6 - 2.3 mmの鋼板が使用された。前面は東急6000系 (初代)の形状を基にした、中央に貫通扉を設置した3枚窓のデザインが用いられ、前照灯は球切れなどの非常時に備え複数設置された。側面窓は景観を充分眺めることが出来るよう幅1,300 mm・高さ950 mmの二段大型窓とし、下段を上下に開閉する事が出来る構造となっていた。また、路線全体の1/3がトンネルという伊豆急行線の条件に合わせ、設計に際しては防火対策として地下鉄同様の不燃化構造であるA-A基準を取り入れた。
車体の塗装は上半分がオーシャングリーン、下半分がハワイアンブルーとし、塗装の境に銀色の帯を配する明るい色調となった。この塗装は識者から提示された複数案から決定したもので、伊豆急行を代表する色として2005年に登場した8000系のイメージカラーとして採用された他、2011年から2017年まで2100系の1編成（R-3編成）が「ブルードルフィン号」としてこの塗装を纏っていた。

### 内装
普通車の車内は観光輸送を視野に入れた固定式クロスシートが主体であったが、両側面に2箇所設置された片開き式の乗降扉付近には通勤・通学輸送を考慮しロングシートが設置された。登場当時の車内塗装は天井がスカイブルー、窓上および窓周りは淡いピンク、車内下部は黄銅色、床面はダークグリーンで、通路はライトグリーンで区分されていた。座席のモケットの色は普通車がブルー、1等車（グリーン車）は赤色だった。照明は40 Wの蛍光灯を用い、1等車（グリーン車）には乳白色のカバーに覆われていた。

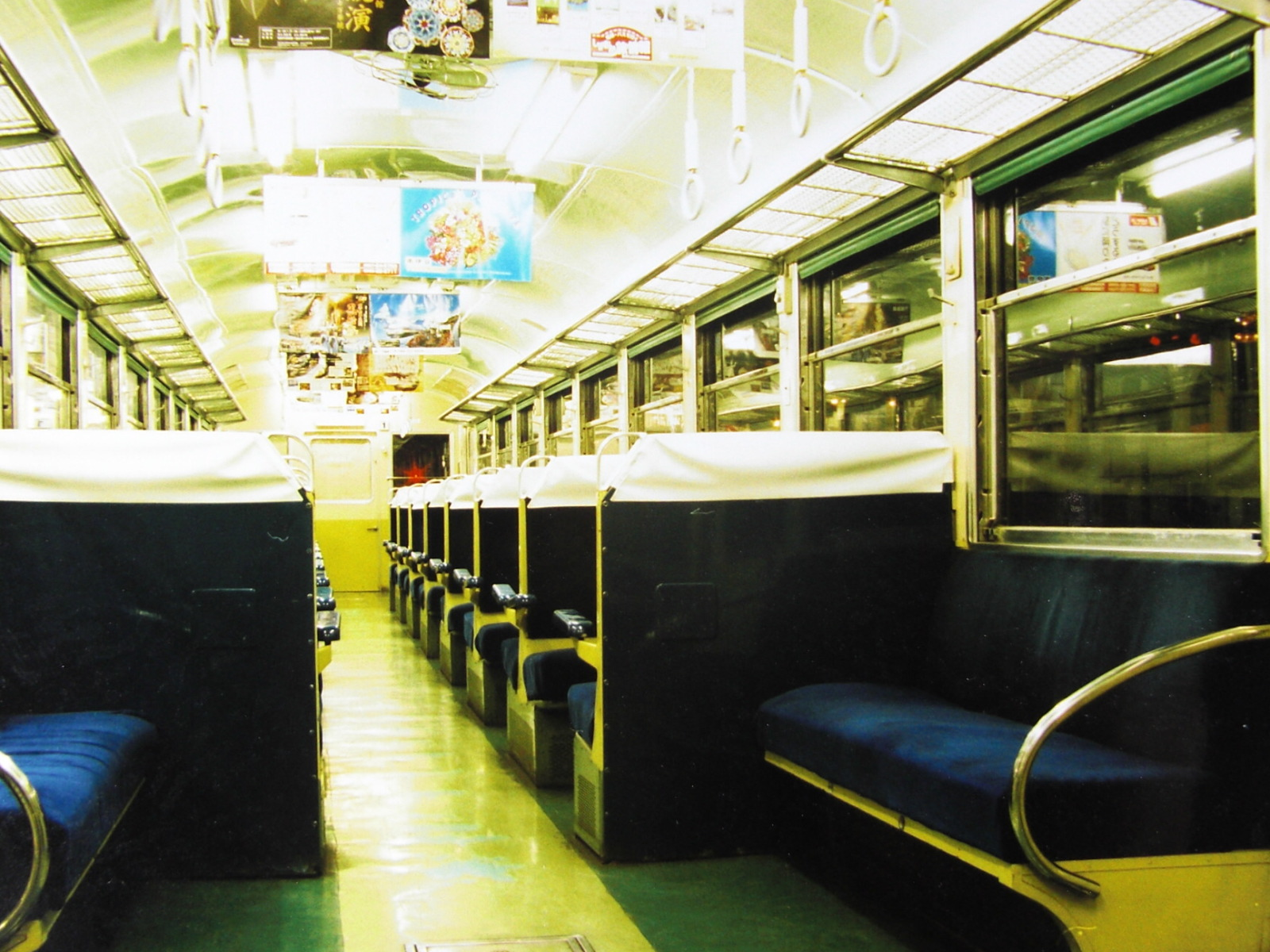
車内（クモハ129、2002年撮影）

### 台車・機器
台車は鋼板をプレスし溶接で組み立てられたもので、荷重は軸受によって支持された。枕ばねはオイルダンパーを併用したコイルばねで、横方向の揺れ枕の復元力はコイルばねの鋼性を利用した一方、縦方向のについては防振ゴムを介しボルスタアンカーによって支えられた。軸ばねについても3重のコイルばねが使用された。台車の基礎ブレーキは横梁に備わったブレーキシリンダで、メンテナンスを考慮しテコ装置を簡単な構造とした。
東洋電機製造製の駆動装置には、伊豆急行にも乗り入れる事となった国鉄153系電車と同様の中空軸平行カルダン駆動方式が用いられた。ただし、国鉄で同様の駆動方式を取り入れた電車の制御ユニットが2両1ユニットであったのに対し、運用時の柔軟性や検修設備の都合、短編成でも十分という当初見込みなどの要因から1両でも運行可能な1M方式が採用された。電動機は出力120 kw・端子電圧750 Vで、2個直列を基本としたものが2組配置された。また電動車には補助電源を供給する電動発電機（MG）が搭載されており、連結した付随車への給電も可能だった。
制動装置は製造当時伊東線に使用されていた旧形電車との共通運用を行う事を踏まえ、発電ブレーキと空気ブレーキを併用する電磁自動空気ブレーキ（ARED）が採用された。ただし製造当初から改造により153系電車を始めとする高性能電車との連結が可能な設計がなされていた。また非常ブレーキ使用時には発電ブレーキも付加する事でより減速度を大きくするようにした。

## 形式
100系は需要の拡大や時代の変化に応じ、電動制御車（クモハ）、制御車（クハ）、付随車（サハ）、グリーン車（サロ）、食堂車（サシ）など多彩な車種が導入された。以下、100系の各形式を製造・改造問わず紹介する。

### クモハ100形

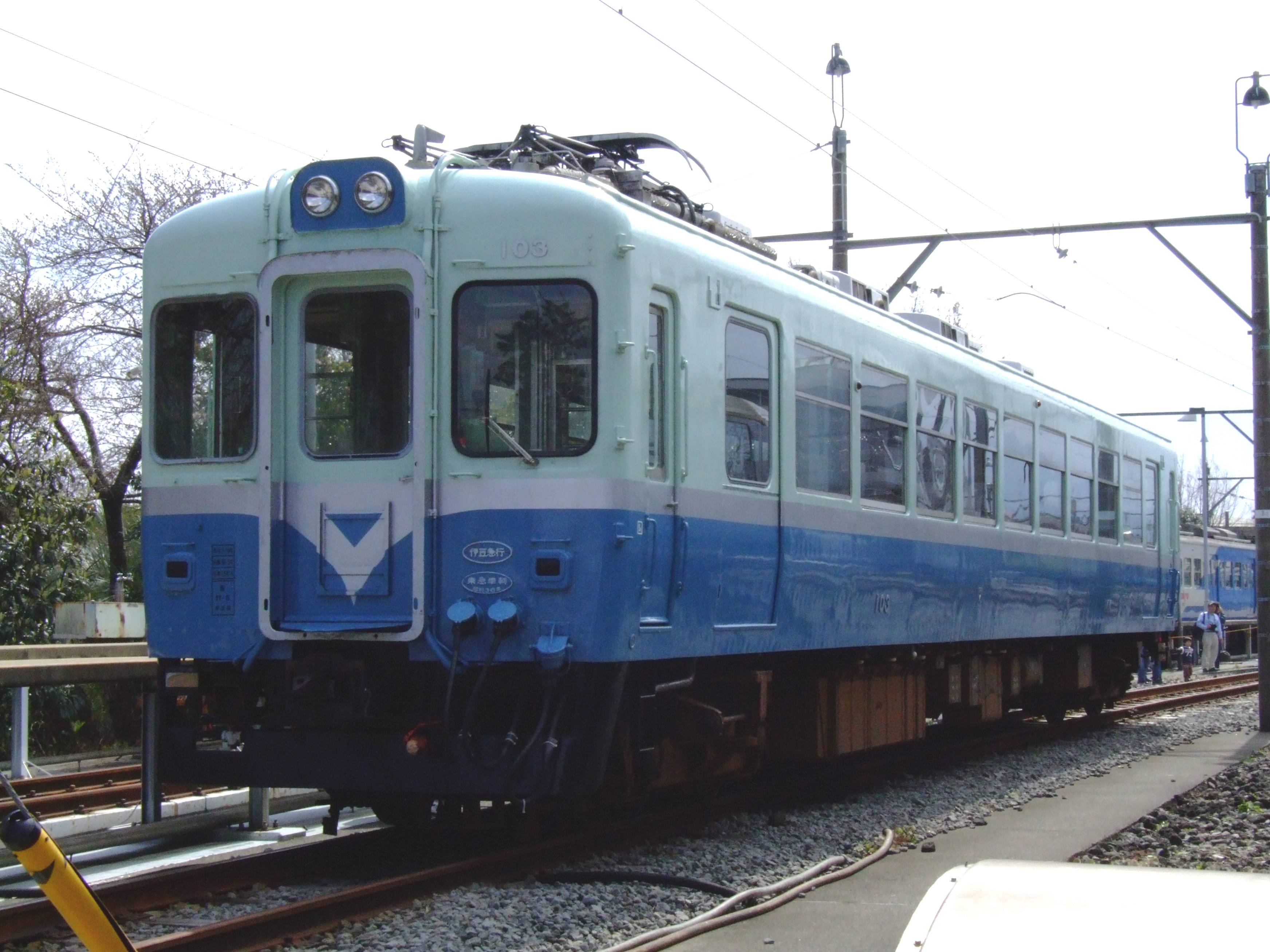
クモハ103（入換車時代、2006年撮影）

伊豆急行開業時から使用された両運転台式の電動制御車。パンタグラフは伊東駅側に設置された。増結用車両として重宝された他、ED25形電気機関車が導入される以前は貨物列車牽引用にも使用されており、貨物列車廃止後も工事列車牽引に用いられた事例がある。後述の通り定期営業運転終了後も1両（クモハ103）が伊豆急行に入換用として残存した。
| 形式名      | 両数 | 番号    | 定員             | 自重  | 全長     | 全幅    | 全高    | 台車       | 備考 |
| ----------- | ---- | ------- | ---------------- | ----- | -------- | ------- | ------- | ---------- | ---- |
| クモハ100形 | 4両  | 101-104 | 150人 (着席68人) | 35.5t | 20,000mm | 2,890mm | 4,150mm | 東急TS316A |      |

### クモハ110形

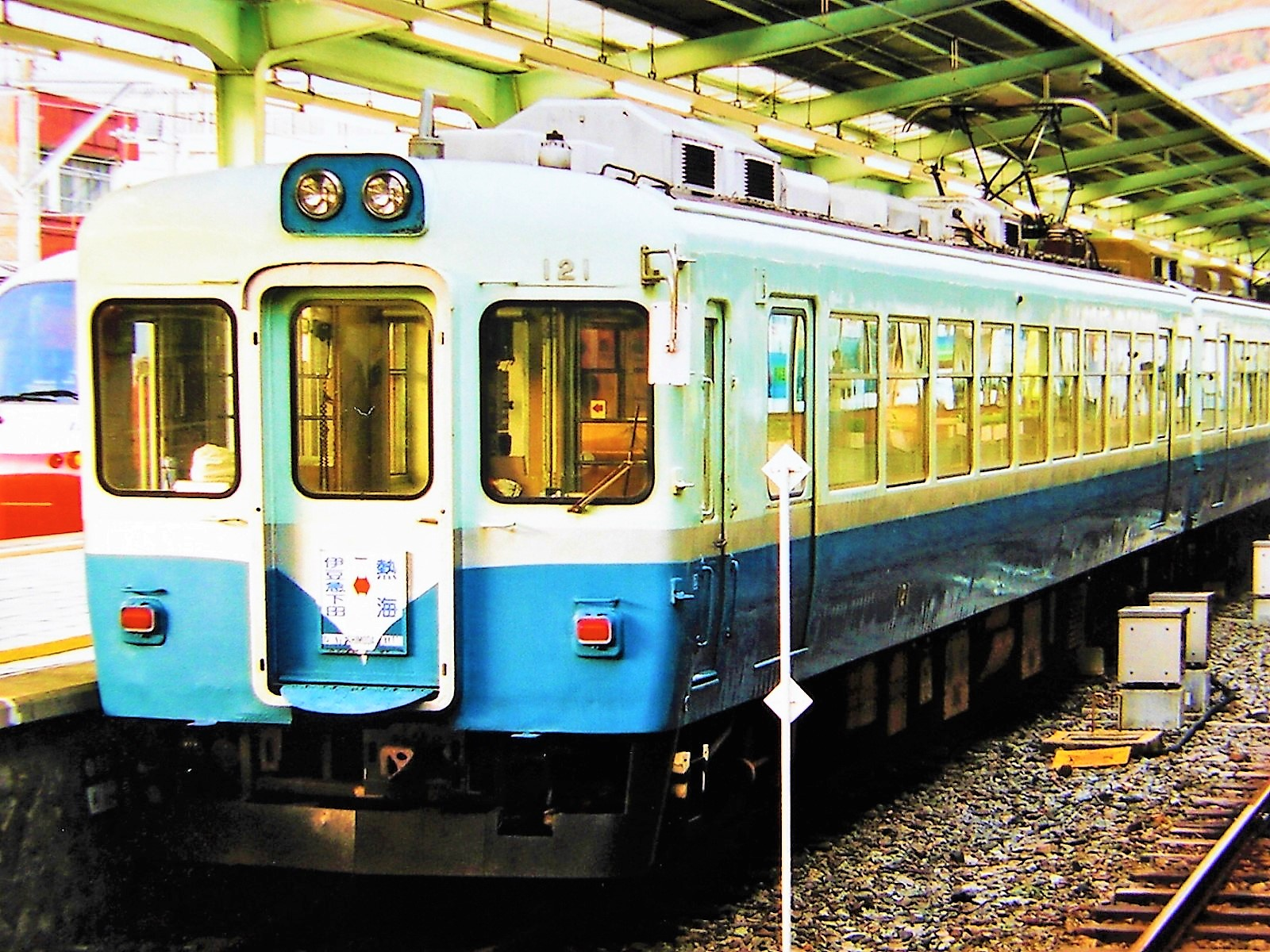
クモハ121（冷房化後、2001年撮影）

片運転台式の電動制御車。18両が製造され、更に改造によって3両が追加された、100系の中で最も多くの車両を有する形式である。運転台は基本的に伊豆急下田駅側に設置されていたが、111・112は当初から、126 - 128は後年の方向転換改造により伊東駅側に設置されており、連結器周辺にジャンパ栓を装備する。パンタグラフは連結面寄りに設置されていた。
製造・改造時期によって以下の種類が存在した。
- 111 - 123 - 開業当初に導入された車両。1961年の開通に合わせて製造されたのは111 - 120で、121は1962年10月、122・123は翌1963年9月に増備された。118・120は1000系（クモハ1100形）への更新対象車両となった[4][28]。
- 124 - 127 - 1964年10月に製造。運転台の位置が高運転台構造となり、前照灯も上部から左右の窓下に移設された。また貫通扉の窓下に設置される方向幕も電照式に変更された。また、出力値は同一ながらも他の電動車と主電動機が異なり、駆動方式も従来車の中空軸平行カルダン駆動方式からWN駆動方式に改められた[4][28]。
- 128 - 1968年12月に製造。基本的な車体構造は124 - 127と同様だが、全高が4,147mmと従来車から3 mm程低くなり、台車もTS316Cに変更された一方、駆動方式は111 - 123と同様の中空軸平行カルダン駆動方式を採用した[4][28]。
- 129 - 131 - 1982年7月から10月にかけて、後述のモハ140形のうち145 - 147の片側に運転台を増設した車両。デザインは124 - 128に準拠した高運転台構造を取り入れたが、先頭部は平べったい切妻型であった。また、前面窓や縁は車体側に1段押し込まれた形状となっていた[28][7][29]。

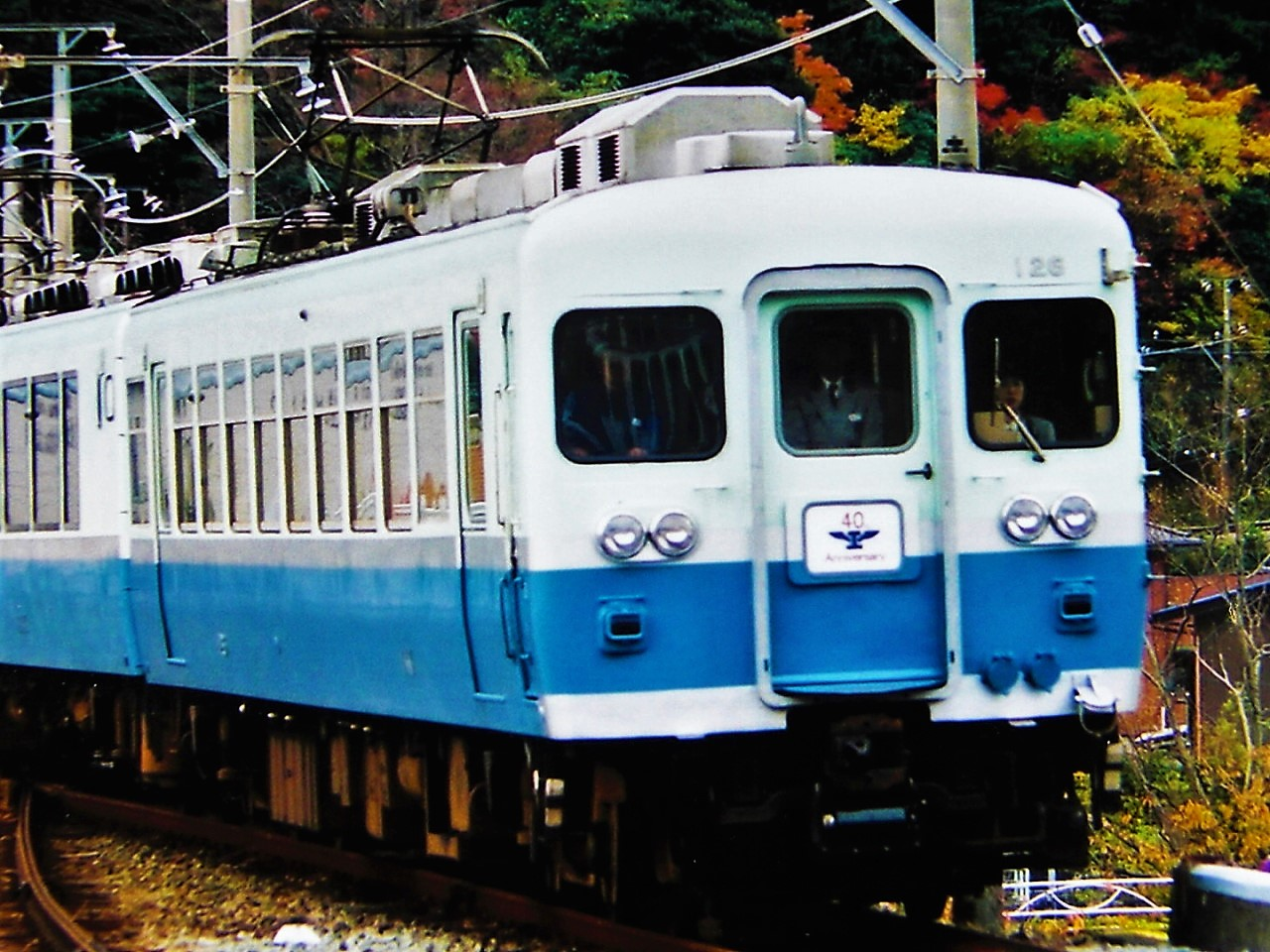
クモハ126（高運転台）（2001年撮影）
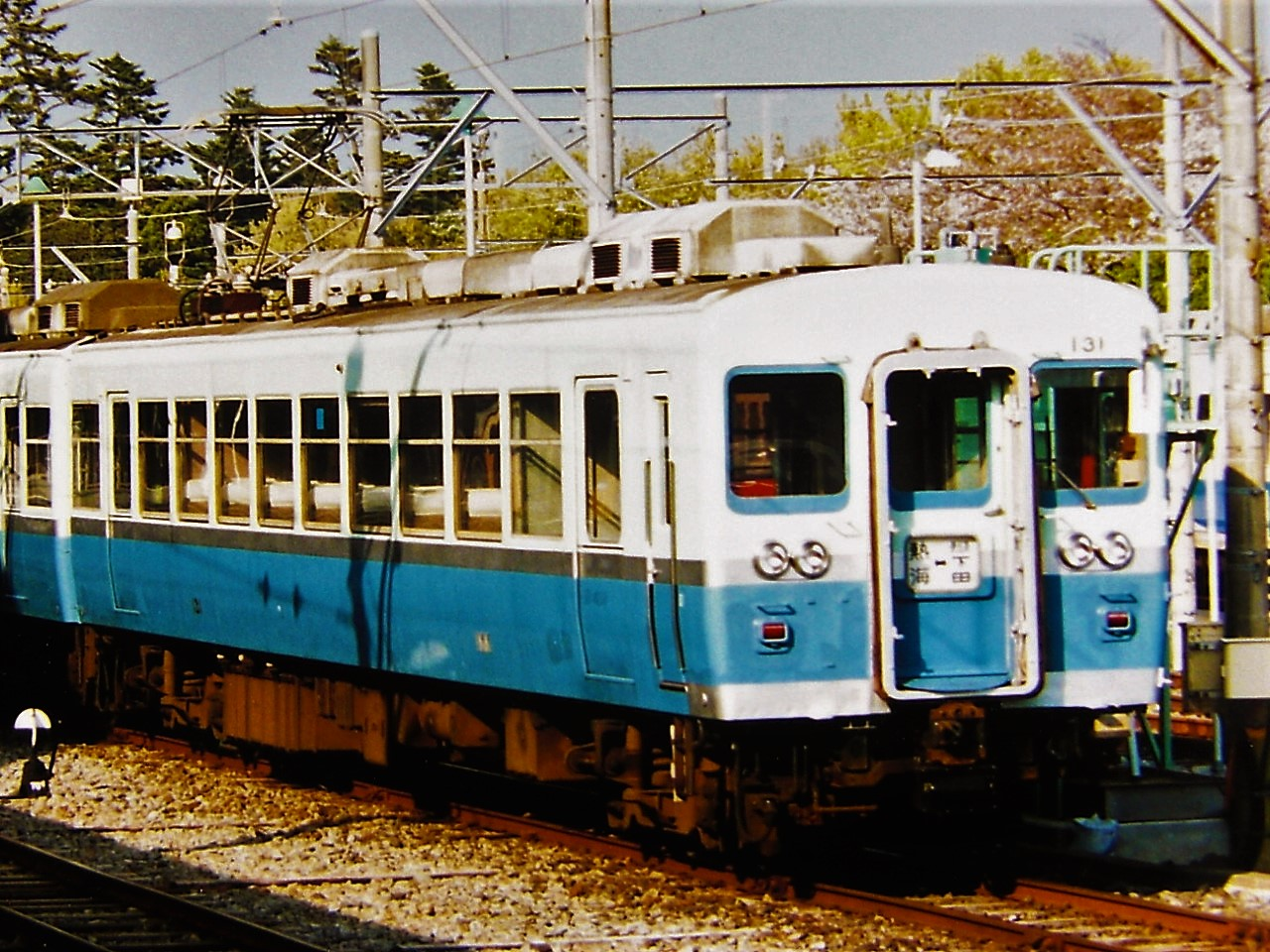
クモハ131（中間車改造車）（2002年撮影）

| 形式名      | 両数 | 番号    | 定員             | 自重                        | 全長     | 全幅    | 全高    | 台車       | 備考                                 |
| ----------- | ---- | ------- | ---------------- | --------------------------- | -------- | ------- | ------- | ---------- | ------------------------------------ |
| クモハ110形 | 21両 | 111-123 | 160人 (座席74人) | 35.0t(非冷房) 36.0t(冷房化) | 20,000mm | 2,890mm | 4,150mm | 東急TS316A |                                      |
| クモハ110形 | 21両 | 124-127 | 160人 (座席74人) | 35.0t(非冷房) 36.0t(冷房化) | 20,000mm | 2,890mm | 4,150mm | 東急TS316B | 高運転台                             |
| クモハ110形 | 21両 | 128     | 160人 (座席74人) | 35.0t(非冷房) 36.0t(冷房化) | 20,000mm | 2,890mm | 4,147mm | 東急TS316C | 高運転台                             |
| クモハ110形 | 21両 | 129-131 | 160人 (座席74人) | 35.0t(非冷房) 36.0t(冷房化) | 20,000mm | 2,890mm | 4,147mm | 東急TS316C | 高運転台、前面切妻 モハ140形から改造 |

### モハ140形
開業以降の盛況による編成長大化に伴い増備された、運転台を持たない中間電動車。1967年から1968年にかけて7両が製造されたが、1980年代以降の乗客減少に伴い3両（145 - 147）はクモハ110形（129 - 131）へ改造された。
| 形式名    | 両数 | 番号    | 定員             | 自重  | 全長     | 全幅    | 全高    | 台車       | 備考                            |
| --------- | ---- | ------- | ---------------- | ----- | -------- | ------- | ------- | ---------- | ------------------------------- |
| モハ140形 | 7両  | 141-147 | 170人 (座席80人) | 34.0t | 20,000mm | 2,800mm | 4,150mm | 東急TS316C | 3両(145-147)はクモハ110形へ改造 |

### クハ150形
伊東駅側に運転台を有する制御車。製造・改造時期により以下の3種類が存在した。
- 151 - 159 - 開業時に151 - 157、1962年7月に158・159を導入。製造当初は全車とも低運転台であったが、151と152は事故から復旧した際に高運転台へと改造され、152は後年に連結器周りのスカートが追加された。また次項で述べる通り155は1963年 - 1970年までクロハ155として運用していた[4][5][28][9]。
- 160 - 1972年7月に製造。クモハ124 - 128と同様の高運転台で、スカートを装着していた[28][9]。
- 161 - 1982年7月にサハ176から改造された車両。前面はクモハ129 - 131と同様に切妻形状だった[28][9][29]。

| 形式名    | 両数 | 番号    | 定員             | 自重  | 全長     | 全幅    | 全高    | 台車       | 備考                                 |
| --------- | ---- | ------- | ---------------- | ----- | -------- | ------- | ------- | ---------- | ------------------------------------ |
| クハ150形 | 11両 | 151-159 | 160人 (座席74人) | 24.5t | 20,000mm | 2,890mm | 3,805mm | 東急TS317C | 低運転台 151,152は高運転台へ改造     |
| クハ150形 | 11両 | 160     | 160人 (座席74人) | 24.5t | 20,000mm | 2,890mm | 3,805mm | 東急TS318A | 高運転台                             |
| クハ150形 | 11両 | 161     | 160人 (座席74人) | 24.5t | 20,000mm | 2,890mm | 3,805mm | 東急TS318A | 高運転台、前面切妻 サハ170形から改造 |

### クロハ150形
伊豆急行線の開業当初、伊東線へ乗り入れる列車の1等車は後述する半室のみ1等座席が設置されるサロハ180形のみであり、全室1等車を用いる国鉄の列車との共通運用において不便が生じていた。そこで1963年から全室1等車（サロ180形）を導入するのと同時に、サロハ180形と連結する1等・2等合造車が導入された。これが、1963年にクハ155から改造されたクロハ150形（クロハ155）である。
窓配置を始め車体構造に変化は無いが、連結面側（伊豆急下田駅側）の半分が1等部分となり、車体にはそれを示す緑色の帯が塗られた。方向転換を行い伊東駅側に1等部分を向けたサロハ183と連結する事で、全室1等車と同等の輸送力を確保した。サロ180形の増備が行われた1970年まで使用され、以降はクハ155への復元工事が行われている。
| 形式名      | 両数 | 番号 | 定員               | 定員               | 自重  | 全長     | 全幅    | 全高    | 台車       | 備考            |
| ----------- | ---- | ---- | ------------------ | ------------------ | ----- | -------- | ------- | ------- | ---------- | --------------- |
| クロハ150形 | 1両  | 155  | 1等30人 (着席30人) | 2等86人 (着席38人) | 25.0t | 20,000mm | 2,890mm | 3,805mm | 東急TS317A | クハ155から改造 |

### サハ170形
乗客増加による編成増強に伴い製造された2等（普通）付随車。乗務員室の位置や有無、後年のトイレ設置など車両によって多数の差異が存在した。
- 171・172 - 1964年8月に171、1968年10月に172を導入。伊東駅寄りの山側に乗務員室が設置されていた他、1986年に171へ、1992年に172へトイレが増設された。車内には74人分の座席に加え、補助座席が3席分存在した[5][28]。
- 173・174 - サロハ180形（181・182）から1970年6月に格下げされた車両。乗務員室は伊豆急下田駅側に設置されていた他、製造当初からトイレが存在した[5][28]。
- 175・176 - 1972年7月製造。車体形状は171・172と同様であった。176は1982年にクハ161へ改造された[5][28]。
- 177 - 1973年7月にサロハ183から格下げ改造。製造当初からトイレが設置されていた一方、乗務員室は存在しなかった[5][28]。

| 形式名    | 両数 | 番号    | 定員                         | 自重  | 全長     | 全幅    | 全高    | 台車       | 備考                                                                                |
| --------- | ---- | ------- | ---------------------------- | ----- | -------- | ------- | ------- | ---------- | ----------------------------------------------------------------------------------- |
| サハ170形 | 7両  | 171     | 165人 (着席74人) (補助席3席) | 25.0t | 20,000mm | 2,890mm | 3,805mm | 東急TS317B | 乗務員室は伊東駅側に設置                                                            |
| サハ170形 | 7両  | 172     | 165人 (着席74人) (補助席3席) | 25.0t | 20,000mm | 2,890mm | 3,805mm | 東急TS318A | 乗務員室は伊東駅側に設置                                                            |
| サハ170形 | 7両  | 173,174 | 165人 (着席77人)             | 24.5t | 20,000mm | 2,890mm | 3,805mm | 東急TS317A | サロハ181,182から改造 乗務員室は伊豆急下田駅側に設置 1983年に台車を東急TS301Aへ交換 |
| サハ170形 | 7両  | 175,176 | 165人 (着席77人)             | 25.0t | 20,000mm | 2,890mm | 3,805mm | 東急TS318A | 乗務員室は伊東駅側に設置 176はクハ161へ改造                                         |
| サハ170形 | 7両  | 177     | 170人 (着席80人)             | 24.5t | 20,000mm | 2,890mm | 3,805mm | 東急TS317A | サロハ183から改造 乗務員室なし                                                      |

### サロハ180形
3両が製造された1等・2等合造付随車。3両が導入され、全車とも製造当初は伊豆急下田駅側に1等座席が、伊東駅側にトイレが設置されていたが、導入時期によって以下のような差異が存在した。全車とも1970年代前半までにサハ170形へ格下げされた。
- 181・182 - 伊豆急行開通時に導入された車両。計画時は2等付随車として導入する予定だったが急遽合造車に変更されたため、窓配置は後に製造されるサハ170形2等（普通）付随車と同様で、1等座席にも3人掛けのロングシートが存在した。1970年にサハ170形（173・174）へ格下げされた[28][32]。
- 183 - 想定以上の乗客増加に伴い急遽増備された車両。当初から合造車としての登場が決定していたため、1等車側の乗降扉が連結面側に移設され客室とデッキで区切られた他、座席も全てクロスシートとなった。1962年に製造後、翌1963年に前述のクロハ155の改造に合わせ、同車と連結して1両分の1等座席を確保するため車両の方向転換を実施した。1973年にサハ170形（177）へ格下げされた際、1等部分の乗降扉の位置変更やデッキ、トイレの撤去などの改造が施されている[28][25][33]。

| 形式名      | 両数 | 番号    | 定員               | 定員               | 自重  | 全長     | 全幅    | 全高    | 台車       | 備考                              |
| ----------- | ---- | ------- | ------------------ | ------------------ | ----- | -------- | ------- | ------- | ---------- | --------------------------------- |
| サロハ180形 | 3両  | 181-182 | 1等30人 (着席30人) | 2等86人 (着席41人) | 24.5t | 20,000mm | 2,890mm | 3,805mm | 東急TS317A | 1970年にサハ180形(173・174)へ改造 |
| サロハ180形 | 3両  | 183     | 1等32人 (着席32人) | 2等86人 (着席41人) | 24.5t | 20,000mm | 2,890mm | 3,805mm | 東急TS317A | 1973年にサハ180形(177)へ改造      |

### サロ180形

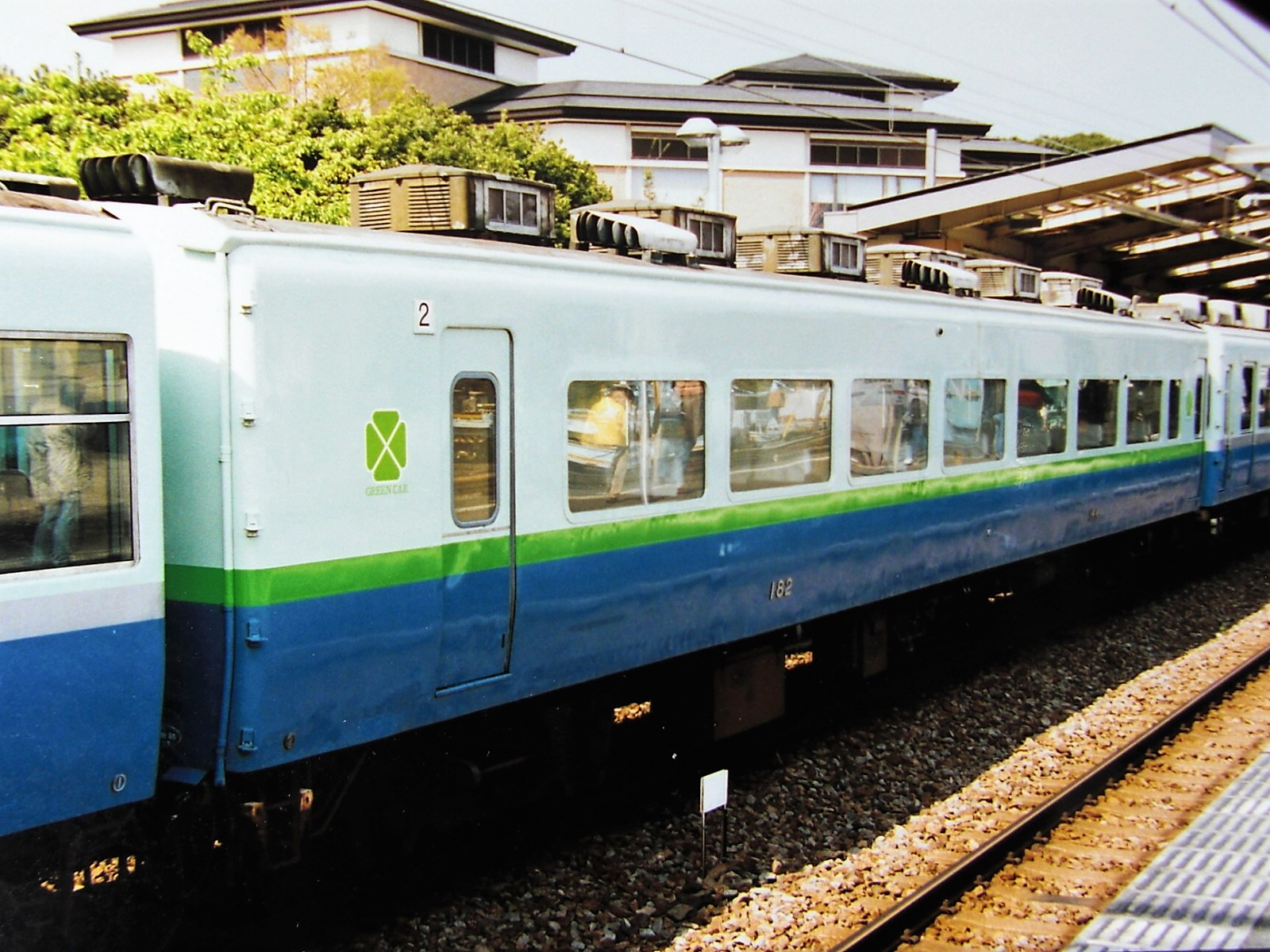
グリーン車（サロ182）時代の帯やマークが復活したサハ182（2002年撮影）

伊東線直通列車の7両編成化に伴い、1963年から1970年にかけて導入された全室1等（グリーン）付随車。最初に導入されたのは1963年6月に製造された184・185で、車両番号は前述したサロハ180形（183）に続くものとなった。翌1964年に186、1968年に187が登場した後、1970年に番号が繰り下がった181・182が導入された。そのため「181」「182」という車両番号がサロハ181・182に続き再度使用される事になった一方、「サロ183」および「サハ183」は欠番となった。トイレや洗面台は伊豆急下田駅側に設置されていた。
184 - 187は製造当初冷房が設置されていなかったが、当初から冷房が搭載された181・182に続き、1970年から1972年にかけて同様に屋根上に6基の分散式ユニットクーラー（三菱 RPV-1101A、4,500 kcal）、床下に1基の電動発電機（東洋電機製造 TDK-364A）設置が行われた。また、これらの4両は製造当初側窓が一段上昇式であったが、製造時に冷房準備車であった187を除いて、181・182と同じ固定窓に改められた。車内に設置された回転式クロスシートについても差異があり、181・182はリクライニングシートとなっていた。
| 形式名    | 両数 | 番号    | 定員            | 自重                        | 全長     | 全幅    | 全高    | 台車       | 備考                              |
| --------- | ---- | ------- | --------------- | --------------------------- | -------- | ------- | ------- | ---------- | --------------------------------- |
| サロ180形 | 6両  | 184-186 | 64人 (着席64人) | 26.0t(非冷房) 30.0t(冷房化) | 20,000mm | 2,800mm | 3,985mm | 東急TS318A | 一段上昇窓 冷房化時に固定窓へ改造 |
| サロ180形 | 6両  | 187     | 64人 (着席64人) | 26.0t(非冷房) 30.0t(冷房化) | 20,000mm | 2,800mm | 3,985mm | 東急TS318A | 一段上昇窓                        |
| サロ180形 | 6両  | 181,182 | 60人 (着席60人) | 30.0t                       | 20,000mm | 2,800mm | 3,985mm | 東急TS318A | 固定窓 座席はリクライニングシート |

### サハ180形
1986年8月に普通列車へのグリーン車連結が廃止に伴い、サロ180形は全車とも普通車のサハ180形への格下げ工事を受け、転換式クロスシートが向かい合わせに固定された。それ以外の改造は格下げ時点で行われなかったが、グリーン車の需要が高かった事を受け、翌1987年3月にサハ184に対しサロ1801「ロイヤルボックス」への大規模改造が施された。
| 形式名    | 両数 | 番号    | 定員             | 自重   | 全長     | 全幅    | 全高    | 台車       | 備考                                   |
| --------- | ---- | ------- | ---------------- | ------ | -------- | ------- | ------- | ---------- | -------------------------------------- |
| サハ180形 | 6両  | 184-186 | 110人 (着席64人) | 30.5 t | 20,000mm | 2,800mm | 3,985mm | 東急TS318A | 固定窓 サハ184は1987年にサロ1801へ改造 |
| サハ180形 | 6両  | 187     | 110人 (着席64人) | 30.5 t | 20,000mm | 2,800mm | 3,985mm | 東急TS318A | 一段上昇窓                             |
| サハ180形 | 6両  | 181,182 | 110人 (着席60人) | 30.5 t | 20,000mm | 2,800mm | 3,985mm | 東急TS318A | 固定窓                                 |

### サシ190形
サントリーによる製造費2,400万円の寄付を受けて製造され、1963年（昭和38年）4月27日から営業運転を開始した、当時私鉄唯一となる食堂車である。「スコールカー」という愛称で呼ばれていた。車内には4人掛けテーブル席が12箇所（48人分）と立席16人分のビュッフェがあり、双方の設備の間には非常口が存在した。調理室は伊東駅寄りに設置され、サントリーが手掛けるビールやウイスキーなどの飲料や、サンドイッチ、アイスクリームを始めとする軽食などが供された。また伊豆急行で初めて製造時から冷房が搭載されていた車両でもあった。
だが、伊東線内での食堂車の営業が許可されず、効率の面で難があった事、それに伴い食堂車の営業自体も不振だった事から1969年（昭和44年）をもって休車となり、製造費を負担したサントリーの許可を得て1974年（昭和49年）に次項で述べるサハ190形への車体更新が行われ、形式消滅した。
このサシ190形の設計にあたり、共振を防ぐ台車の研究が製造元の東急車輛製造と共に行われており、その成果を受けて他車の台車についても枕ばねを中心とした改造工事が実施された。
| 形式名    | 両数 | 番号 | 収容客数        | 自重  | 全長     | 全幅    | 全高    | 台車       | 備考                             |
| --------- | ---- | ---- | --------------- | ----- | -------- | ------- | ------- | ---------- | -------------------------------- |
| サシ190形 | 1両  | 191  | 68人 (着席40人) | 32.0t | 20,000mm | 2,925mm | 3,965mm | 東急TS318A | 1974年にサハ190形(191)へ機器流用 |

### サハ190形
休車となったサシ190形の部品を用い、1974年に製造された付随車。今後の旅客サービスにふさわしい車両というコンセプトの元で設計が行われ、サロ180形（187）と同様の窓配置（ただしサハ191は一段下降窓でサロ187は一段上昇窓）が設置された他、屋根上には6基のユニットクーラー（TDK-364A）が搭載された。利用客から好評を受けたこれらの要素は、1000系開発時にも活用される事となった。
| 形式名    | 両数 | 番号 | 定員             | 自重  | 全長     | 全幅    | 全高    | 台車       | 備考                       |
| --------- | ---- | ---- | ---------------- | ----- | -------- | ------- | ------- | ---------- | -------------------------- |
| サハ190形 | 1両  | 191  | 112人 (座席68人) | 34.0t | 20,000mm | 2,840mm | 3,986mm | 東急TS318A | サシ190形(191)の機器を使用 |

## 1000系

### クモハ1100形・クハ1500形
開業から17年以上が経過し、車体の腐食が目立ち始めた100系の機器を流用した車体更新車として、1979年（昭和54年）以降1000系の導入が実施された。そのうち同年と1983年（昭和58年）に導入された4両は、制御電動車（Mc）のクモハ1100形と制御車（Tc）のクハ1500形による2両固定編成（クモハ1101 + クハ1501、クモハ1102 + クハ1502）であった。
車体構造は1974年（昭和49年）に登場したサハ190形（191）を基礎としており、火災事故対策として100系と同様のA-A基準を採用した。側面窓は1段下降式のフレームレス方式であったが、天地寸法がサハ191から100 mm大きくなった。また雨どいの位置についても張り上げ屋根であったサハ191から変更され、200 mm下げられた。先頭部は運転台を従来車から300 mm高い位置とした高運転台式で、先頭ガラスは側面まで伸びる曲面ガラス（パノラミックウィンドウ）を採用した。
車内は乗降扉付近にロングシート、中央部に転換式クロスシートが配置されており、クロスシートには肘掛けに加え灰皿、テーブル、帽子掛けが設けられていた。サハ191同様、車内には冷暖房が完備されていたが、苦情が多かった自動制御から、乗客によるスイッチでの操作が可能な手動制御方式に変更された。また、連結運転時に強風が客室に入り込む事を防ぐため、乗務員室と客室の仕切り扉を二重構造とした。運転台の構造についても、国鉄車両に準じた配置としながら人間工学を取り入れ、乗務員による操作が容易なよう配置が考慮され、マスター・コントローラやブレーキ弁の軸の傾き、スイッチ類の配置などが改められた。
台車は鋼板溶接式で、上部の揺れ枕は台車からアンカーボルトで支えられていた。ばねは軸ばね、枕ばね共にコイルばねが用いられた。制動装置については100系の両抱き式から片押し式に改造され、ブレーキシューは台車内側にのみ設置された。。
主要機器は100系のものがそのまま流用されており、性能は流用元の車両と同等であった。製造時の制動は発電ブレーキ併用電磁自動空気ブレーキ（ARED）を用いたが、将来的に発電ブレーキ・自動ブレーキ併用電磁直通ブレーキ（HSCD）への交換が可能なよう準備工事がなされた。また、クモハ1100形には伊豆急行の電動車として初めて空圧式応荷重装置や保安ブレーキが設置された。
1983年（昭和58年）に製造された第2編成以降も増備が検討されていたが、よりリゾート指向を高めた意欲的な車両である2100系「リゾート21」へ計画が変更された事により、次項のサロ1801を除き以降の導入は行われなかった。

### サロ1800形→サハ1800形
国鉄の方針転換による伊東線のグリーン車連結廃止に伴い、伊豆急行でも1986年（昭和61年）3月3日にグリーン車が廃止となり、サロ180形はサハ180形へ格下げされた。しかし、それ以降も観光客からの優等車両の要望が高かった事を受け、1987年（昭和62年）にサハ184を種車としたサロ1800形「ロイヤルボックス」（1801）が導入された。
車体中央部（やや伊豆急下田駅寄り）に配置された4枚折戸の内側に大理石を埋め込んだエントランスがあり、これを境に伊東駅側が禁煙席、伊豆急下田駅側が喫煙席となっており、伊東駅寄りの車端には連結した普通車からも利用可能なトイレが設置されていた。従来のグリーン車を超えたハイグレードなサービスの提供を視野に入れた設計となっており、山側の座席が固定式ボックスシートであった一方、海側の座席は回転式の1人掛け座席となっていた。各座席の窓側には小テーブルが備えられ、「ご案内」と記された乗務員呼び出しボタンが設置されていた。側面窓は幅1,670 mmの大型固定窓で、海側は高さ950 mmと山側よりも大きいサイズであった。喫煙席側の車体中央寄りにはサービスカウンターがあり、営業運転中には専任の乗務員が配置された。
1987年（昭和62年）3月28日から営業運転を開始し、100系の編成に組み込まれる形で伊豆急行および伊東線の普通列車に導入された。製造当初から冷房を搭載していた事から、後述する冷房化改造を実施した100系への冷房用電力供給も行っていた。営業運転開始後に銀帯が金帯に塗り替えられたが、晩年は元の銀色に戻された。営業時には特別車両としてグリーン車とは異なる料金設定がなされていた。
1990年（平成2年）以降、2100系に「ロイヤルボックス」が連結されるようになってからも運用に就いていたが、1999年（平成11年）4月1日に普通車（サハ1801）へ格下げされ、以降2002年（平成14年）の営業運転終了時まで使用された。
| 「ロイヤルボックス」連結当初、先頭車には大理石風のヘッドマークが掲出されていた |  | 「ロイヤルボックス」連結当初、先頭車には大理石風のヘッドマークが掲出されていた |
| 「ロイヤルボックス」連結当初、先頭車には大理石風のヘッドマークが掲出されていた |  |                                                                                |

## 運用

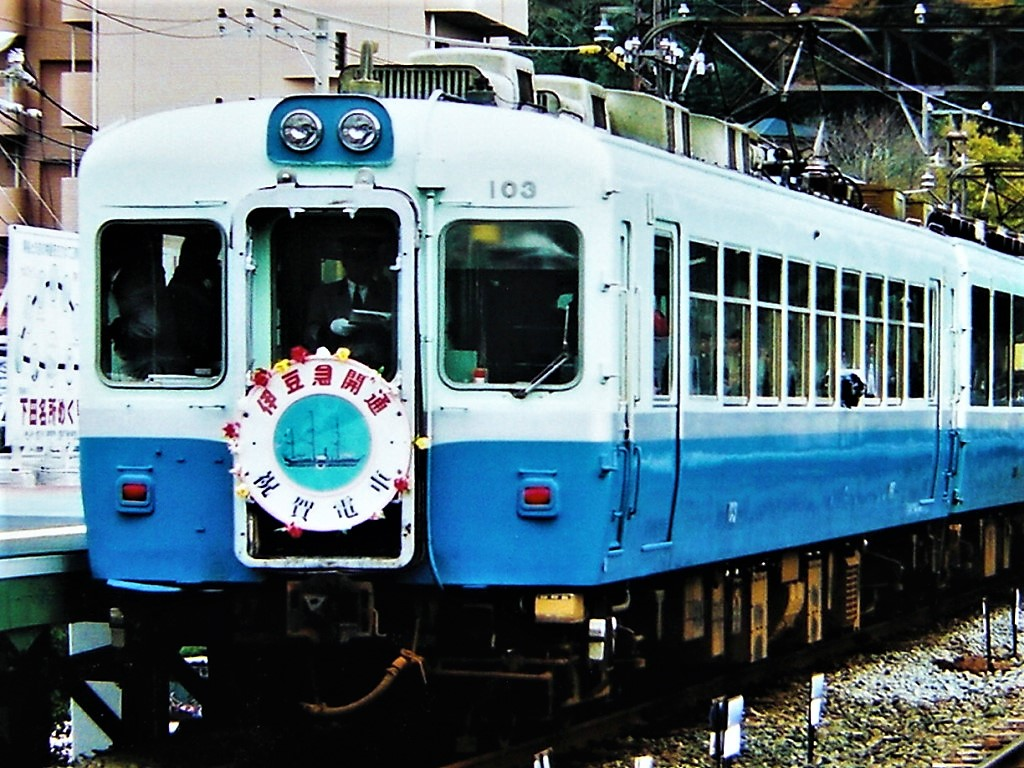
開通時のヘッドマークが再現された100系（2001年撮影）

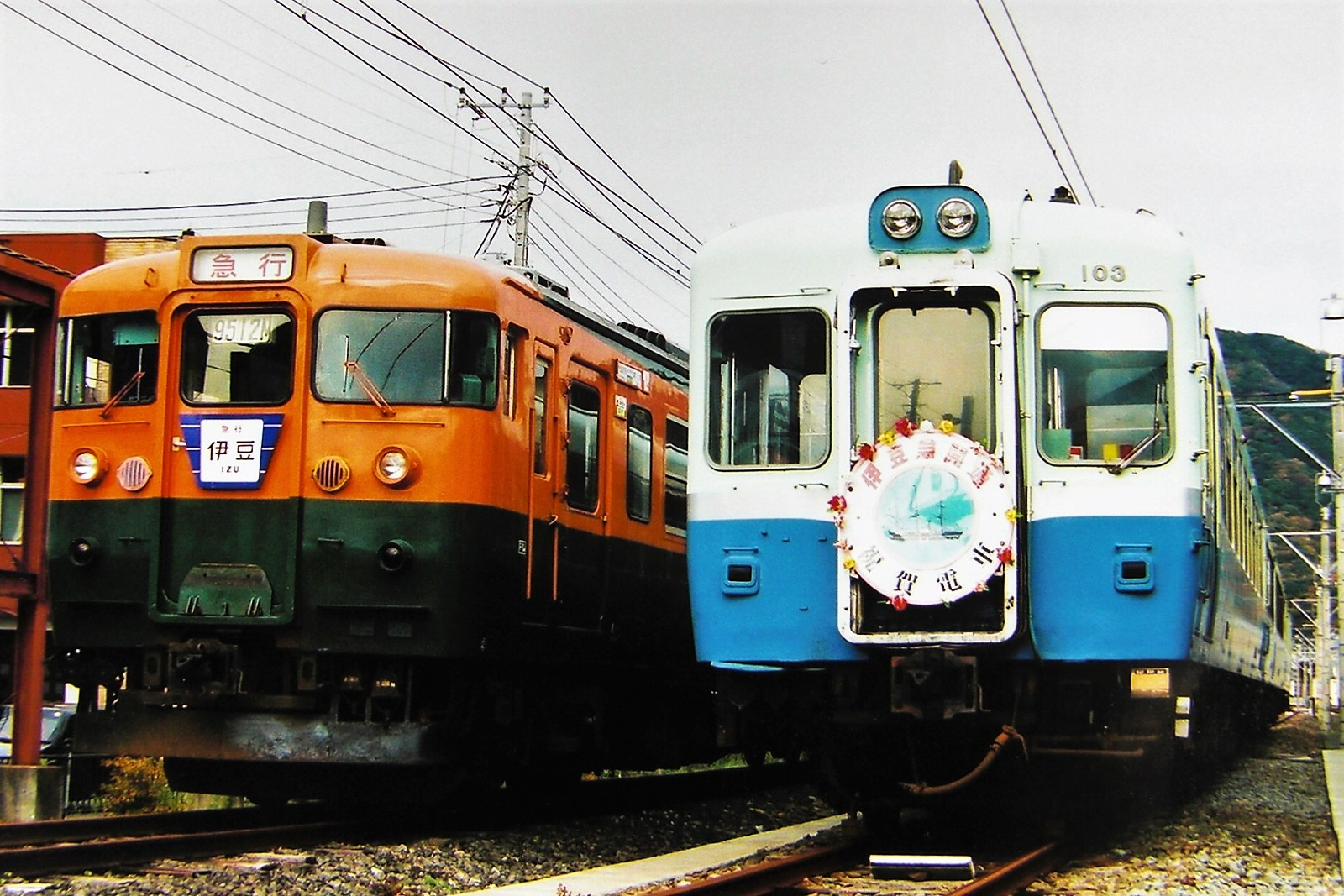
JR東日本（旧国鉄）165系と並ぶ100系（2001年撮影）

### 営業運転開始まで
伊豆急行の開業に向けて製造された車両は22両であったが、そのうち4両（クモハ115 + クハ155、クモハ116 + クハ156）は営業運転開始に先駆けて東急東横線で宣伝も兼ねた試運転が実施された。これらの車両は1961年時点に東急が所有していた路線を走る全長20 m級の電車でもあったが、車体の裾が絞られた形状であったためプラットホームなど車両限界に抵触する事はなかった。
東横線での試運転は1961年10月から11月まで実施され、同月2日からは線路や架線、駅舎、トンネルなどの施設が順次完成していった伊豆急行線での試運転が始まった。工事の進展に伴い試運転区間は延長し、16日には伊豆急下田駅までの全区間が走行可能となった。開業前日の12月9日には開通式典が実施され、沿線の人々からの歓迎を受けながら特別に編成が組まれた列車が伊豆急行線内を走行した。そして翌12月10日、「第二の黒船」とも称された伊豆急行の開通と共に、100系は営業運転を開始した。

### 営業運転開始後
営業運転開始後、伊豆急行の利用客は当初の想定以上に増加の一途を辿り、特に乗客が多かった夏季を中心に親会社の東急の電車（3000系、7000系、7200系）を借用する事態となった。それを受け、1962年以降幾度にも渡って100系の増備が実施された。1963年からは半室1等車（サロハ180形）に代わり全室1等車（サロ180形）の導入が始まり、1964年以降は付随車（サハ170形）、1967年からは中間電動車（モハ140形）と優等車両ではない中間車の増備も実施された。最終的に1972年までに計53両が製造され、十分な両数が揃った事で東急の電車の借用運転は1968年の夏季をもって終了した。
列車の編成両数も増加し、開業当初熱海駅に乗り入れる列車は最大5両編成であったが、1963年に7両編成、1969年に8両編成、1972年には9両編成となり、翌1973年には最大10両編成に延長した。最短編成両数も同年にそれまでの2両編成から4両編成に改められた。だが、1974年に起きたオイルショックにより、増加していた利用客数は減少傾向に変わり、最短編成両数も2両編成に戻された。

## 改造・塗装変更
「形式」欄で述べた車体更新や格下げなどに伴うものに加え、100系・1000系では乗客からの要望や時代、路線事情の変化に伴い以下のような改造や塗装変更が実施された。また、これら以外にも1964年にクモハ100形・クモハ110形を対象とした台車の改造工事が、1965年 - 1967年に当時の在籍車両へATS-Sの対応工事が行われた他、低運転台車の前照灯周りがオーシャングリーンからハワイアンブルーへ塗り替えられるなどの変化が生じた。

### 暖房効果の向上
開業当初、連結面に扉は存在していなかったが、開業後に乗客から暖房不足が指摘された事から回路の増設や施設改良に合わせて扉の設置が行われた。

### 「ブルーサントリー号」用改造
1962年に運行した、サントリーが新発売するビールの宣伝も兼ねた納涼列車「ブルーサントリー号」用に、クモハ110形3両（111・113・114）とクハ150形1両（157）に対して、座席間に折り畳みテーブルが設置された。納涼列車としての使用時は車内に装飾が施され、ハワイアンバンドによる生演奏も実施された。また先頭車には電照式の専用ヘッドマークが設置され、一般営業時にはその上に行先が掲載された。「ブルーサントリー号」の運行終了後も折り畳みテーブルは1971年までそのまま使用された。

### 制動装置の交換
前述の通り、製造時の100系は直通先の伊東線の事情に合わせ制動装置として電磁自動空気ブレーキ（ARED）を用いており、機器を流用した1000系も同様の機構であった。1964年に伊東線の旧形電車が高性能電車に置き換えられた事、貨物列車の牽引を電気機関車が行うようになった事から、1982年 - 1983年に在籍していた全電車の制動装置を発電ブレーキ・電磁自動ブレーキ併用電磁直通ブレーキ（HSCD）に改造している。

### 非冷房車の冷房化
サハ180形、サハ190形、1000系など新造・車体更新時から冷房を搭載していた車両以外の100系は製造時から長らく非冷房のままであったが、サービス向上を目的に1991年以降伊豆高原駅に隣接した検修区で冷房化工事が実施された。
車体構造や耐用年数、改造費用など様々な条件を踏まえた結果、従来使用されていた鉄道車両用の冷房装置ではなく、一般の建物に用いられる安価な冷房装置が用いられた。新造・車体更新時からの冷房車に採用されていた装置の電圧が220 V（三相交流）であり、一般の工場で用いられる200 Vに近かった事も要因となった。また装置の電源については連結する冷房車の電動発電機から供給される形となった。車内についても中央部のクロスシートと乗降扉付近のロングシートの間にタッチスイッチ式の自動扉が設置されている壁を配置し、クロスシート部分のみに冷房を効かせる事で空調装置の効果をあげた他、非冷房のロングシート部分を喫煙可能箇所とする事で分煙化も図られた。
1991年夏季から営業運転を開始し、同年時点の伊豆急行における全車両の冷房率は79.5％に向上した。当初は非冷房車全車に対して冷房化工事を行う予定であったが、最終的に以下の車両のみ工事が実施され、モハ140形全車を始め非冷房のまま廃車となった100系も存在した。
- クモハ100形 - 101、103
- クモハ110形 - 112、121、122、125 - 131
- クハ150形 - 160、161
- サハ170形 - 172

### 特別塗装

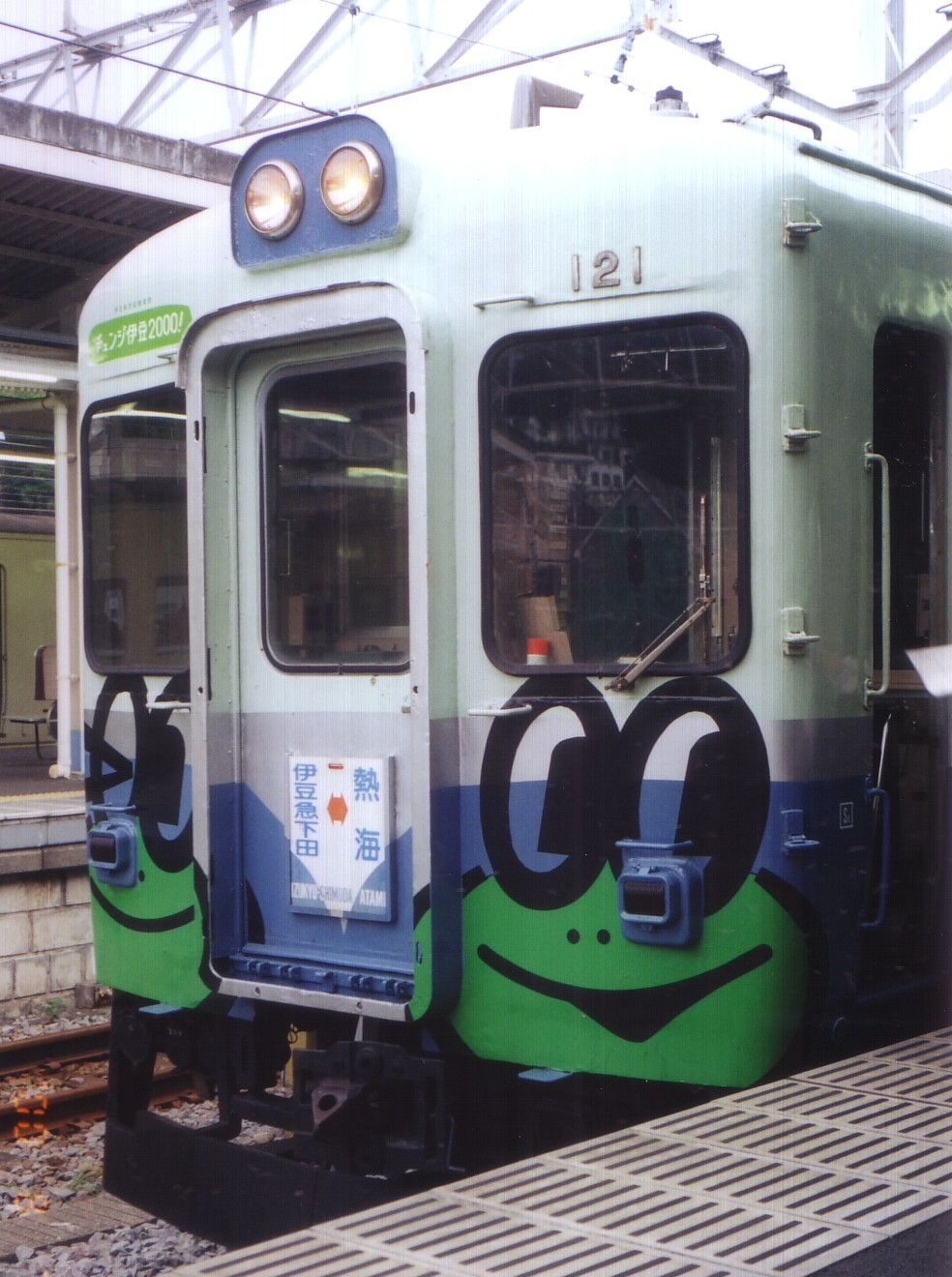
「イズノスケ」が描かれたクモハ121（1999年撮影）

- 新世紀創造祭（イズノスケ） - 伊豆半島の観光活性化を目的に2000年に実施されたキャンペーン「伊豆新世紀創造祭」に合わせ、伊豆急行ではイベント時のパーク＆ライド方式の導入、手荷物無料輸送サービスなどを展開したが、100系についても前面に新世紀創造祭のイメージキャラクターである「イズノスケ」が描かれた[66]。
- 河津桜まつりリレー号 - 2001年に運行した臨時列車「河津さくらまつりリレー号」に用いられた3両編成（クモハ123 + クモハ124 + クハ157）には、後述する100系の引退記念も兼ね、銀帯の上に桜模様が描かれたラッピングが貼られ、車体全体にも桜の模様が描かれた[9]。

## 置き換え

### 部品供出による廃車
サシ190形からサハ190形への車体更新を除き、100系最初の廃車となったのは1979年に1000系に機器を供出したクモハ118とクハ154であった。ただしこの2両および以降1000系に機器を供出した3両（クモハ120、クハ155、サハ184）については「車体更新」と見做される事例がある他、サロ1801「ロイヤルボックス」については流用元のサハ184の車歴を継承しており、それらを除いた100系・1000系初の廃車は1985年の2100系電車「リゾート21」登場に伴い同年に廃車となった4両（クモハ114・115、クハ152・153）であった。
以降、2100系導入に伴い100系の廃車が相次ぎ、1993年には中間電動車のモハ140形が形式消滅した。これらの100系の主電動機を始めとする主要機器の一部は2100系に流用された。

### 定期運転終了まで
社会情勢もあり、1993年に導入された5次車をもって2100系の製造は終了し、100系・1000系の廃車についても1994年以降数年間行われなくなった。特に長編成の2100系では輸送力が過多となる早朝や深夜帯は100系の活躍の場であった。だが、長年の使用に対して伊豆急行は、2000年以降100系・1000系の置き換え用としてJR東日本で廃車となった113系電車を譲受し、200系として導入する事を決定した。
その結果、翌2001年以降100系・1000系の廃車が急速に進み、後述する特別列車の運行を経て2002年4月27日をもって営業運転を終了した。翌2003年に1000系最後の車両（クモハ1102 + クハ1502）が廃車されて以降、伊豆急行に在籍する100系は非営業用として残存したクモハ103のみとなった。

### 特別列車

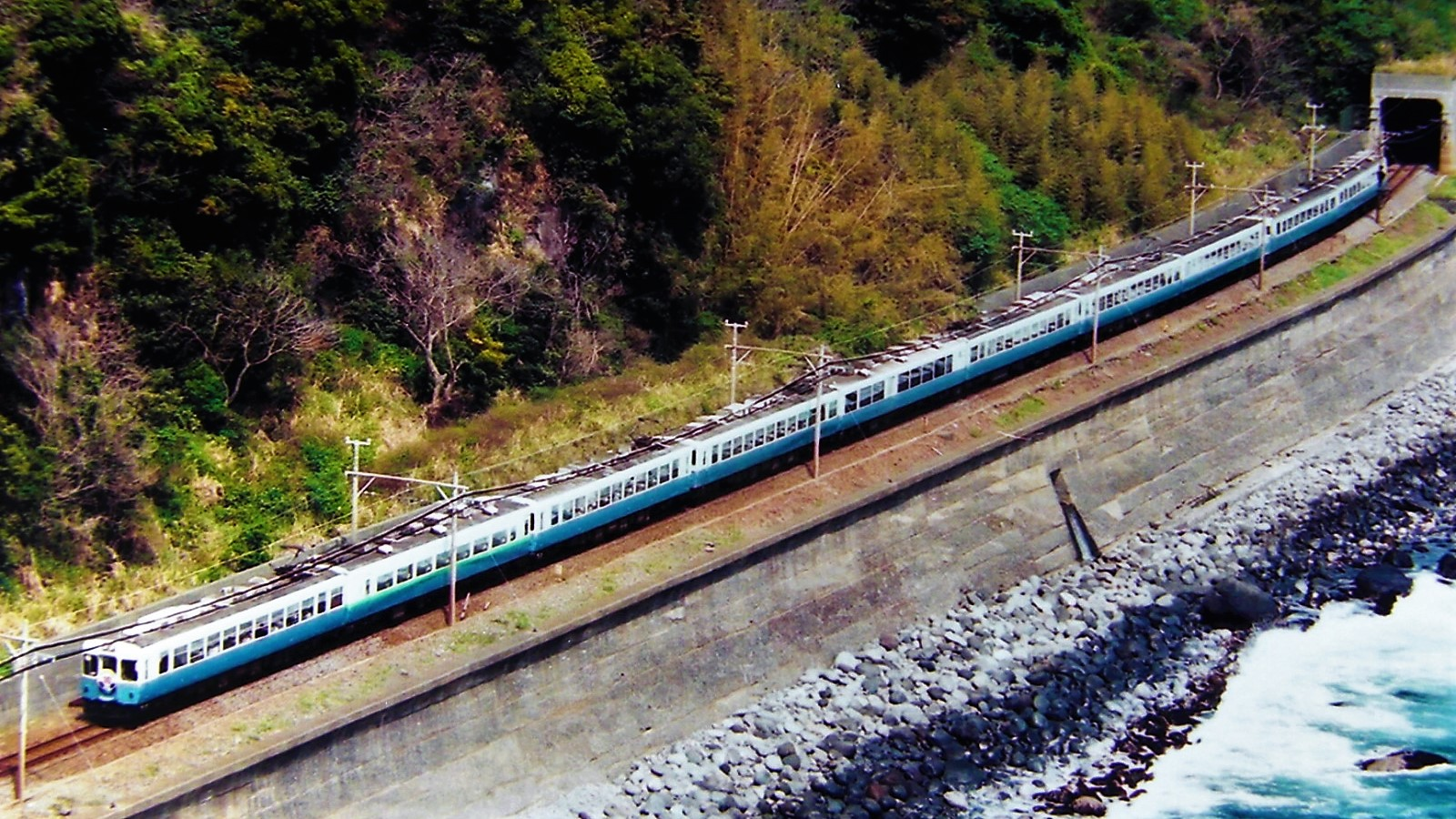
"さよなら100系 10両編成号"（2002年3月28日撮影）

100系・1000系の引退を記念し、伊豆急行では2002年3月から4月にかけて以下の特別列車を運行した。
- さよなら100系 10両編成号 - 2002年（平成14年）3月28日に運行。100系・1000系を用いた10両編成として企画された。編成内のサハ182は製造時（サロ182）の緑帯やグリーン車マークが再現された上でグリーン車として使用され、乗車用のグリーン券（500円）も発行された。快速列車として設定され、下り列車が伊豆高原駅（11時55分発）→伊豆急下田駅（12時42分着）、上り列車が伊豆急下田駅（13時発）→伊東駅（14時21分着）というダイヤであった[71][72]。

| "さよなら100系 10両編成号" 編成表 |             |           |             |             |            |             |             |           |              |            |
| ← 伊豆急下田伊東 → |             |           |             |             |            |             |             |           |              |            |
| \| 形式 \| クモハ110形 \| サハ180形 \| クモハ100形 \| クモハ110形 \| サハ1800形 \| クモハ110形 \| クモハ110形 \| サハ170形 \| クモハ1100形 \| クハ1500形 \| \| 車両番号 \| クモハ121 \| サハ182 \| クモハ103 \| クモハ129 \| サハ1801 \| クモハ126 \| クモハ131 \| サハ172 \| クモハ1102 \| クハ1502 \| |             |           |             |             |            |             |             |           |              |            |
| 形式 | クモハ110形 | サハ180形 | クモハ100形 | クモハ110形 | サハ1800形 | クモハ110形 | クモハ110形 | サハ170形 | クモハ1100形 | クハ1500形 |
| 車両番号 | クモハ121   | サハ182   | クモハ103   | クモハ129   | サハ1801   | クモハ126   | クモハ131   | サハ172   | クモハ1102   | クハ1502   |

- 伊豆急 Thanks day号 - 伊豆急行の創立記念日にあたる2002年4月13日の伊豆急グループサンクスデーに合わせて運行。快速列車として設定され、下り列車は伊東駅→伊豆急下田駅、上り列車は伊豆急下田駅→伊豆高原駅間を走行した。先頭部のさよならヘッドマークや側面のお別れシールはその後も運用最終日まで設置された[70][73]。

| "伊豆急 Thanks day号" 編成表 |             |            |             |             |           |              |            |
| ← 伊豆急下田伊東 → |             |            |             |             |           |              |            |
| \| 形式 \| クモハ110形 \| サハ1800形 \| クモハ110形 \| クモハ110形 \| サハ170形 \| クモハ1100形 \| クハ1500形 \| \| 車両番号 \| クモハ129 \| サハ1801 \| クモハ126 \| クモハ131 \| サハ172 \| クモハ1102 \| クハ1502 \| |             |            |             |             |           |              |            |
| 形式 | クモハ110形 | サハ1800形 | クモハ110形 | クモハ110形 | サハ170形 | クモハ1100形 | クハ1500形 |
| 車両番号 | クモハ129   | サハ1801   | クモハ126   | クモハ131   | サハ172   | クモハ1102   | クハ1502   |

- さよなら100系・単行電車体験ツアー - 同名の団体ツアーの一環として2002年4月14日に運行。両運転台車両であるクモハ103を用い単行運転を実施した[70][71]。

## クモハ103の保存運転

### 営業運転復帰まで

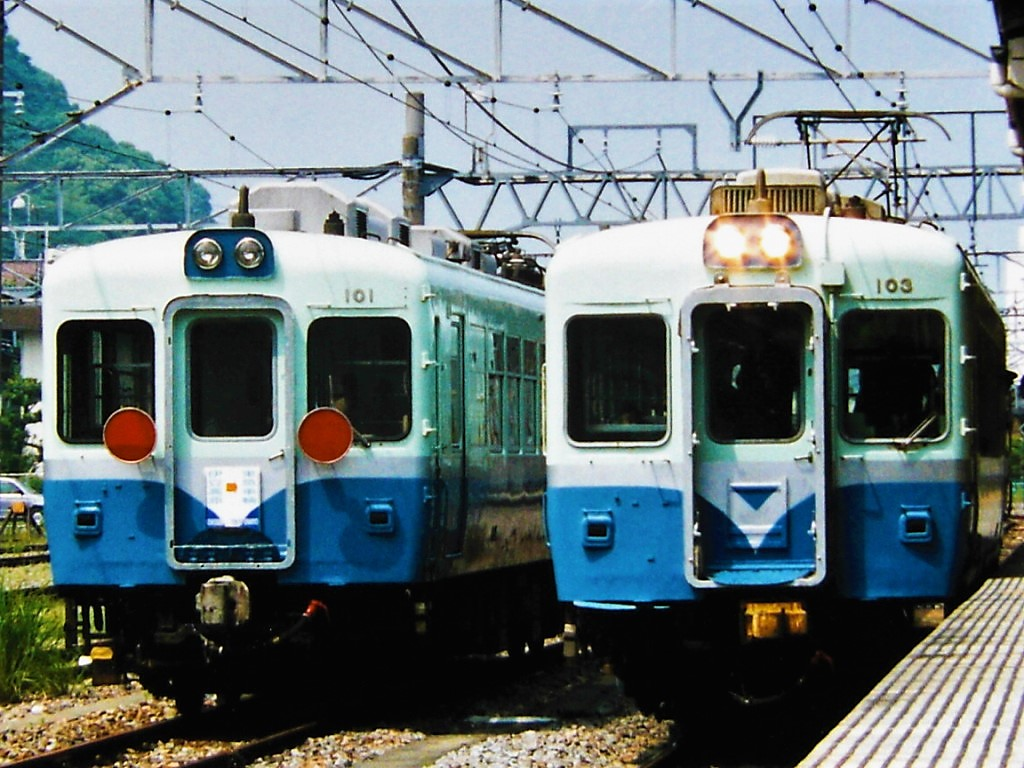
東急車輛製造へ回送されるクモハ101（左）
伊豆急行線上はクモハ103（右）が牽引した（2002年撮影）

営業運転終了後はほとんどの車両が解体されたが、両運転台車両のクモハ100形のみ2両が残存した。そのうちクモハ101は製造元の東急車輛製造で保存されたものの、2011年（平成23年）までに解体された。一方、クモハ103についてはその後も伊豆急行に在籍し、伊豆高原駅に隣接する車両基地で入換用牽引車として使用され続けた。
その後、2011年（平成23年）12月10日に伊豆急行が創業50周年を迎えるにあたり、その記念事業としてこのクモハ103を復活させる計画が立ち上がった。同年に発生した東北地方太平洋沖地震（東日本大震災）やその後の計画停電により伊豆半島全体の観光自体が大きな打撃を受けた事もあり、集客が期待できる要素として文化財的な存在価値も有する旧型電車に白羽の矢が立った事も大きな要因であった。
運行時に車掌が必要となる事などに伴う採算性の問題や、腐食が進んでいた車体の修復作業、本線上での故障時の対策など様々な懸念がありながらも、現場の努力もあり、これらの課題は1つ1つ解決された。特に7月から10月まで3ヶ月をかけた修繕では窓ガラスの新調、機器類の補修など全面的な作業が行われ、同時に、100系の保守を手掛けたことがない若手検修員への技術継承も実施された。一部の部品は解体されたクモハ101から流用された。
同年10月30日までに修復が完了した後、同日夜に試運転が実施され、翌11月2日に試乗会が行われた。そして11月5日から行われた復活運転ツアーを皮切りに、クモハ103は営業運転に復帰した。
この復活に際し、前照灯周りの塗装について伊豆急下田駅側は登場当時のオーシャングリーンに復元された一方、伊東駅側は引退時のハワイアンブルーが維持された（画像参照）。また、単行運転では電源が確保できないため稼働不可能であった冷房装置が撤去されたが、復活後は2010年代において希少な非冷房車として逆に評判を呼ぶ事となった。

### 復活後

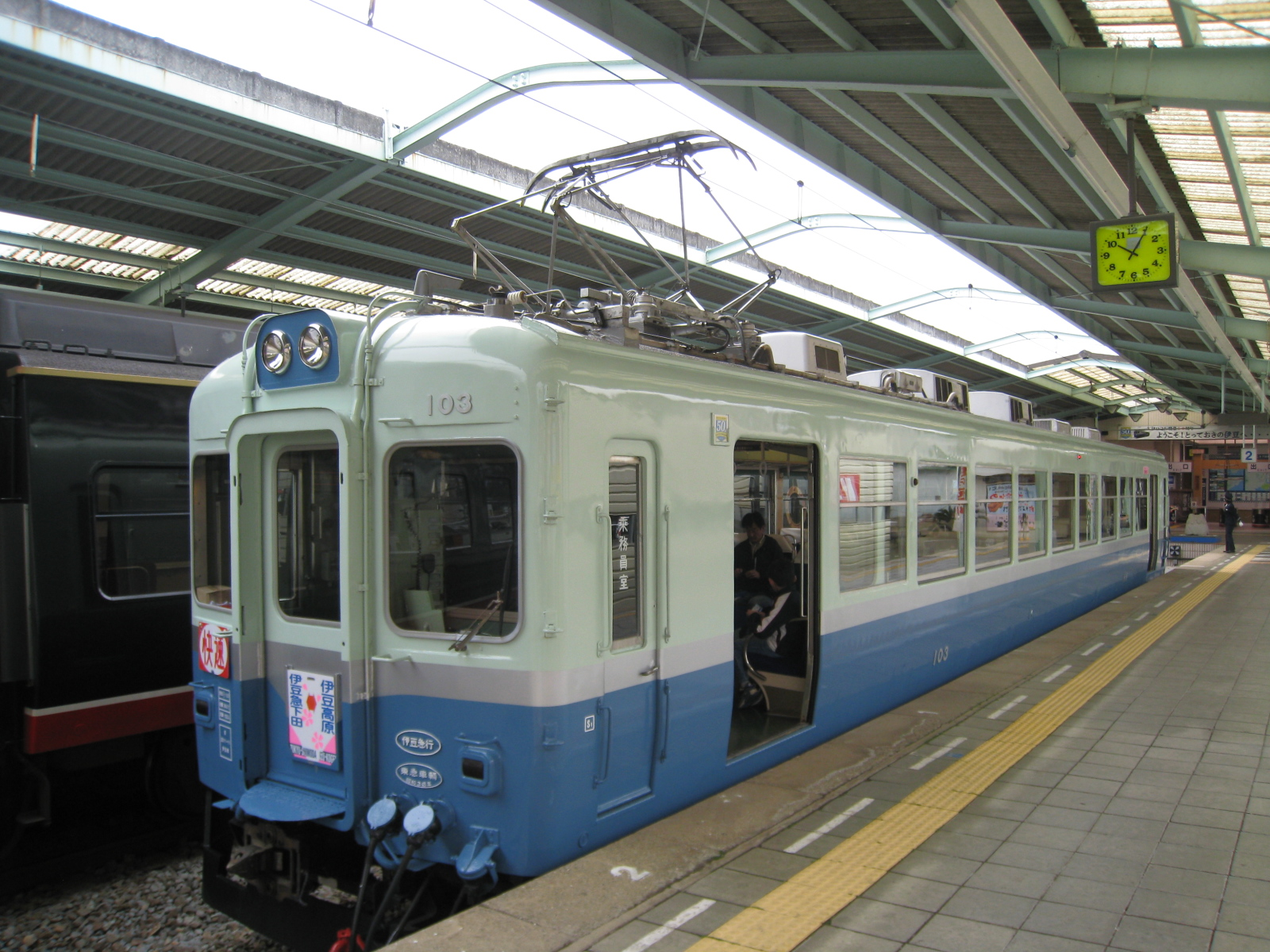
快速100系さくら号（2012年4月3日撮影）

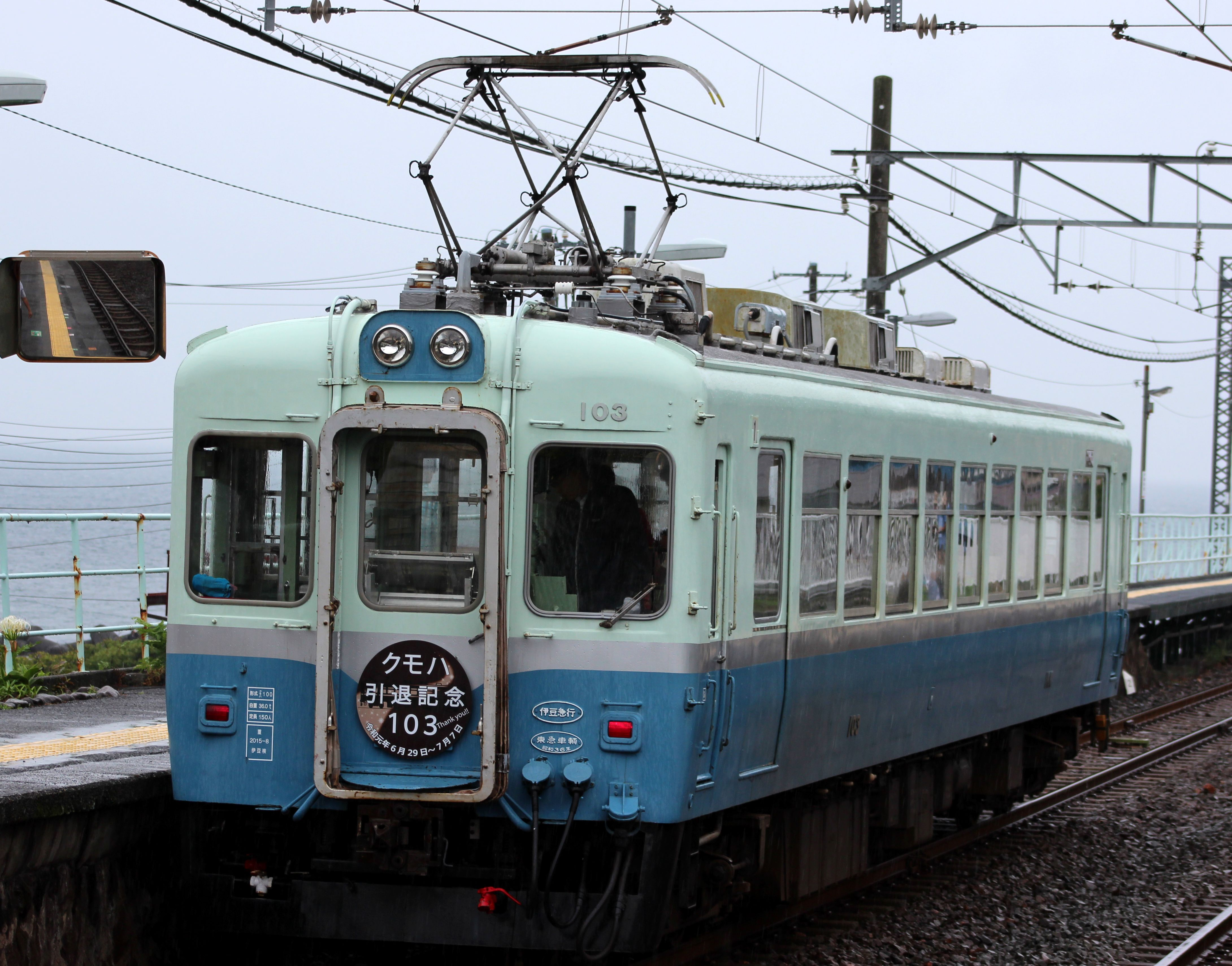
2019年7月6日に走行した引退記念のツアー列車

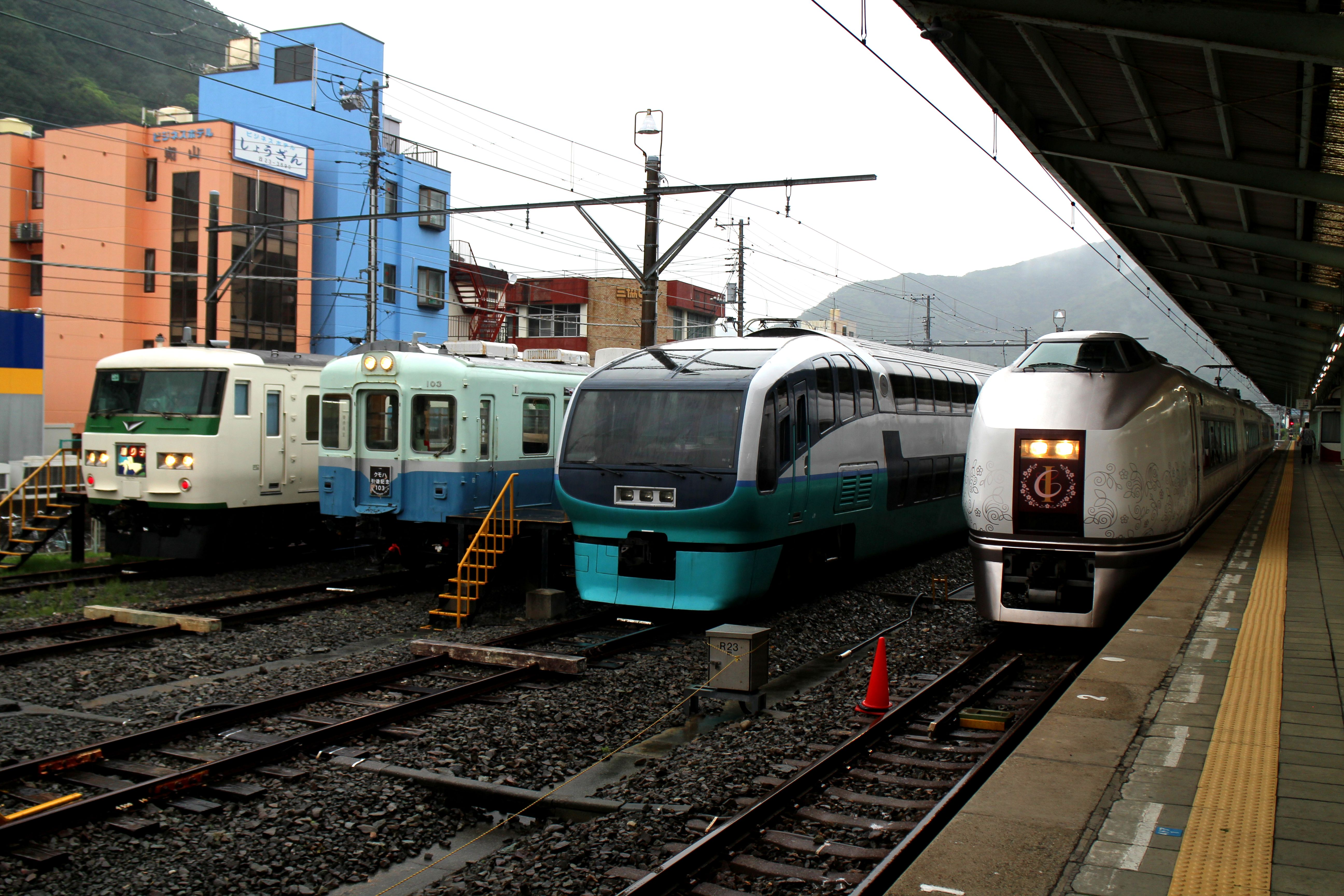
JR東日本の特急・臨時列車と並ぶ記念撮影会も実施された（2019年7月6日撮影）

本線復活後のクモハ103は、臨時列車や貸切列車、ツアー客向けの団体列車に加え、映画のロケに使用されるなど多彩な運用をこなした。上記の復活運転を含め、復活後のクモハ103の主な運用・展示実績は以下の通り。また、運行区間の特筆がない列車は伊豆高原駅 - 伊豆急下田駅間を走行したものである。
- 2011年11月5日 - 2012年2月4日 - 復活記念の日帰りツアー「100系電車復活記念の旅」用に計8日運行[注釈 7][77]。
- 2011年12月 - 2012年1月 - 伊豆急行開通50周年企画の一環として企画された「クモハ103号車で行く下田ミニトリップ」として計20日運行[78]。
- 2012年3月10日・11日 - 「快速100系河津桜号」として伊豆高原駅 - 河津駅間で運行。整理券を購入する必要はあったが、復活後初めてとなる事前予約なしで乗車可能な列車となった[79]。
- 2012年3月28日 - 4月3日 - 快速列車「100系さくら号」として1日1往復運転[80]。
- 2012年9月30日・10月1日 - 臨時快速列車「稲取細野高原海すすき号」として運行。伊豆高原駅発の列車には伊豆急オモシロ駅長[注釈 8]の飛び入り乗車も実施された[81]。
- 2012年12月2日 - 団体貸切列車として走行[76]。
- 2014年1月・5月・6月 - 乗客たちが車内でコーラスを楽しむ「うたごえ電車」として計3日運行[82]。
- 2014年10月25日 - 伊豆急行主催による定員制のツアー列車「『鉄おも！』号」として運行[83]。
- 2015年12月19日 - 「伊東線開業77周年 地域ふれあいフェスティバル」に合わせ、休憩用車両も兼ねて伊東駅の留置線に展示。伊東駅に入線するのは復活以来初となった[84]。
- 2016年11月4日 - 月の軌道が地球に近づく事で円盤の大きさが最大となるスーパームーンに合わせ、「アジアンビール電車」として1往復運行。車内はバリ島の花々が描かれた布やキャンドルで彩られ、アジアンビールやおつまみが振舞われた他、伊豆急オモシロ駅長の「バリ舞踊駅長」によるおもてなしも実施された[85][86]
- 2017年12月4日 - 夜空に純白の月が輝くコールドムーンに合わせ、「第2回アジアンビール電車」として1往復運行[87]
- 2018年4月22日、5月13日、6月10日 - 各日1組限定で、貸切料金3万円による貸切列車企画を実施。伊豆急下田駅 - 蓮台寺駅間が2往復運転可能であった[88]。

### 再度の引退
クモハ103の走行可能区間は復活当初伊豆急下田駅 - 南伊東駅であったが年を追うごとに短縮し、末期は伊豆急下田駅 - 片瀬白田駅間に制限されていた。クモハ103はATS-Siに適した機器を有していた一方、伊豆急行線や乗り入れ先のJR東日本伊東線で順次導入が進められていたATS-Pへの対応が費用面や車両の容量の問題から困難であった事がその要因であった。更に車両自体の全般検査の期限が2019年夏季に迫っていた結果、伊豆急行は2018年12月27日にクモハ103の営業運転を終了する事を発表した。
翌2019年からは引退を記念したイベントが始まり、第1弾として1月31日から2月24日の間に団体貸切運転が、4月12日から14日には第2弾の「個人で申し込み！100系満ぷく運転」が行われ、6月29日には伊豆急下田駅での撮影会も含めた第3弾の団体貸切運転が行われた。また5月1日からは引退記念乗車券の販売も行われた。
そして7月1日から5日に実施された特別運転、6日の事前予約制のツアー列車や撮影会を経て、7月7日に実施された、伊豆急下田駅での車両展示会および同駅と片瀬白田駅の間で実施された特別運行をもって、クモハ103は再度営業運転から引退した。
その後は伊豆高原運輸区で入替動車として使用された後、伊豆高原駅の伊東寄り山側の側線に留置されている。なお、この側線は本線とは繋がっていない。